# Camptosaurus dispar
Camptosaurus dispar (gr. "reptil con curvas o flexible  distinto") es la única especie conocida del género extinto Camptosaurus de dinosaurio ornitópodo camptosáurido que vivió a finales del período Jurásico, aproximadamente entre 160 millones de años a 145 millones de años, desde el Oxfordiense al Titoniense, en lo que hoy es el oeste de América del Norte.

## Descripción
Camptosaurus es relativamente corpulento, con extremidades posteriores robustas y grandes pies, que en estos poseía cuatro dedos. Debido al estado separado de Uteodon se ha convertido en problemático qué material de la Morrison pertenece a Camptosaurus. Especímenes que se sabe con certeza que pertenecen a Camptosaurus dispar, de la cantera 13, se han recuperado de capas muy profundas, que probablemente datan del Calloviense al Oxfordiense. Los fragmentos más grandes de los estratos posteriores indican que los individuos adultos median de más de 7,9 metros de largo y 2 metros de alto. Pero los especímenes de la cantera 13 son más pequeños, llegando a medir 6 metros de longitud y pesando 785 a 874 kg de peso.  En 2010, Gregory S. Paul dio una estimación aún menor, una longitud de cinco metros y un peso de media tonelada.

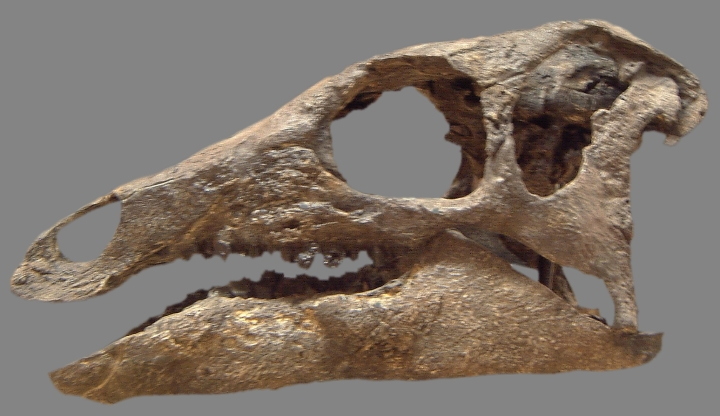
Molde de un cráneo de C. dispar de Cabin Quarry West, Wyoming.

Debido a que Marsh y Gilmore se basaron en el cráneo de Theiophytalia, muchas reconstrucciones anteriores de la cabeza de Camptosaurus han sido incorrectas, mostrando un perfil más rectangular. El cráneo era, de hecho, triangular con un hocico puntiagudo, equipado con un pico. Sus dientes estaban más apretujados en la mandíbula en comparación con otros ornitópodos de la formación Morrison. El conservador del museo John Foster describe a Camptosaurus con "crestas medianas a gruesas en sus lados y dentículos laterales a lo largo de sus bordes," estos rasgos eran similares, pero "más plenamente desarrollados" que los de Dryosaurus. Camptosaurus poseía dientes que con frecuencia exhiben un gran desgaste, lo que indica que los individuos en el género tenían una dieta de vegetación relativamente dura.

## Descubrimiento e investigación

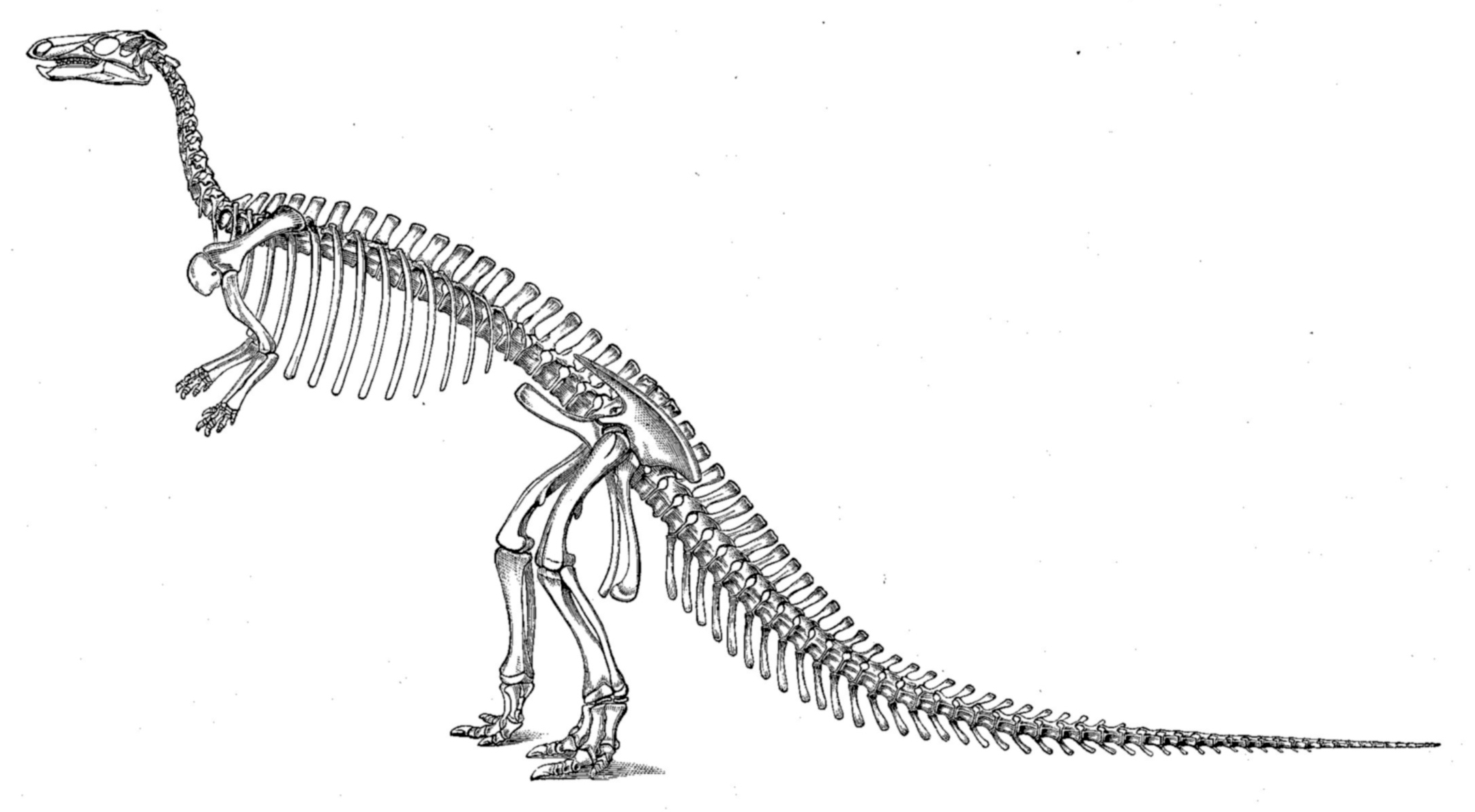
Restauración histórica del esqueleto de Camptosaurus por O.C. Marsh, con el cráneo basado en el género hoy denominado Theiophytalia.

El 4 de septiembre de 1879 William Harlow Reed encontró en el condado de Condado de Albany (Wyoming) los restos de un pequeño ornitópodo. Ese mismo año el profesor Othniel Charles Marsh describió y nombró el hallazgo como Camptonotus, o "espalda flexible", a partir del término griego κάμπτω, "doblar" y νῶτον, "espalda", en referencia a la supuesta flexibilidad del hueso sacro. El holotipo es YPM 1877, un esqueleto parcial. El género fue renombrado como Camptosaurus, del griego καμπτος/kamptos, 'doblado' y σαυρος/sauros , "lagarto", "lagarto flexible" por él mismo en 1885 debido a que el nombre original ya estaba en uso en un grillo. En 1879, Marsh nombró a C. dispar,la especie tipo del género, para el material que recibió de sus colectores en la Cantera 13, cerca de Como Bluff (Wyoming) en la formación Morrison y C. amplus basado en el holotipo YPM 1879, un pie descubierto por Arthur Lakes en la Cantera 1A. Más tarde se demostró que este pie perteneció a un Allosaurus. A lo largo de los años 1880 y 1890, él continuó recibiendo especímenes de la Cantera 13 y en 1894 nombró a dos especies adicionales: C. medius y C. nanus, basándose en parte en su tamaño. Charles W. Gilmore nombró dos especies adicionales, C. browni y C. depressus en su redescripción de 1909 de los especímenes de Marsh. En la formación Morrison, los fósiles de Camptosaurus están presentes en las zonas estratigráficas 2-6.

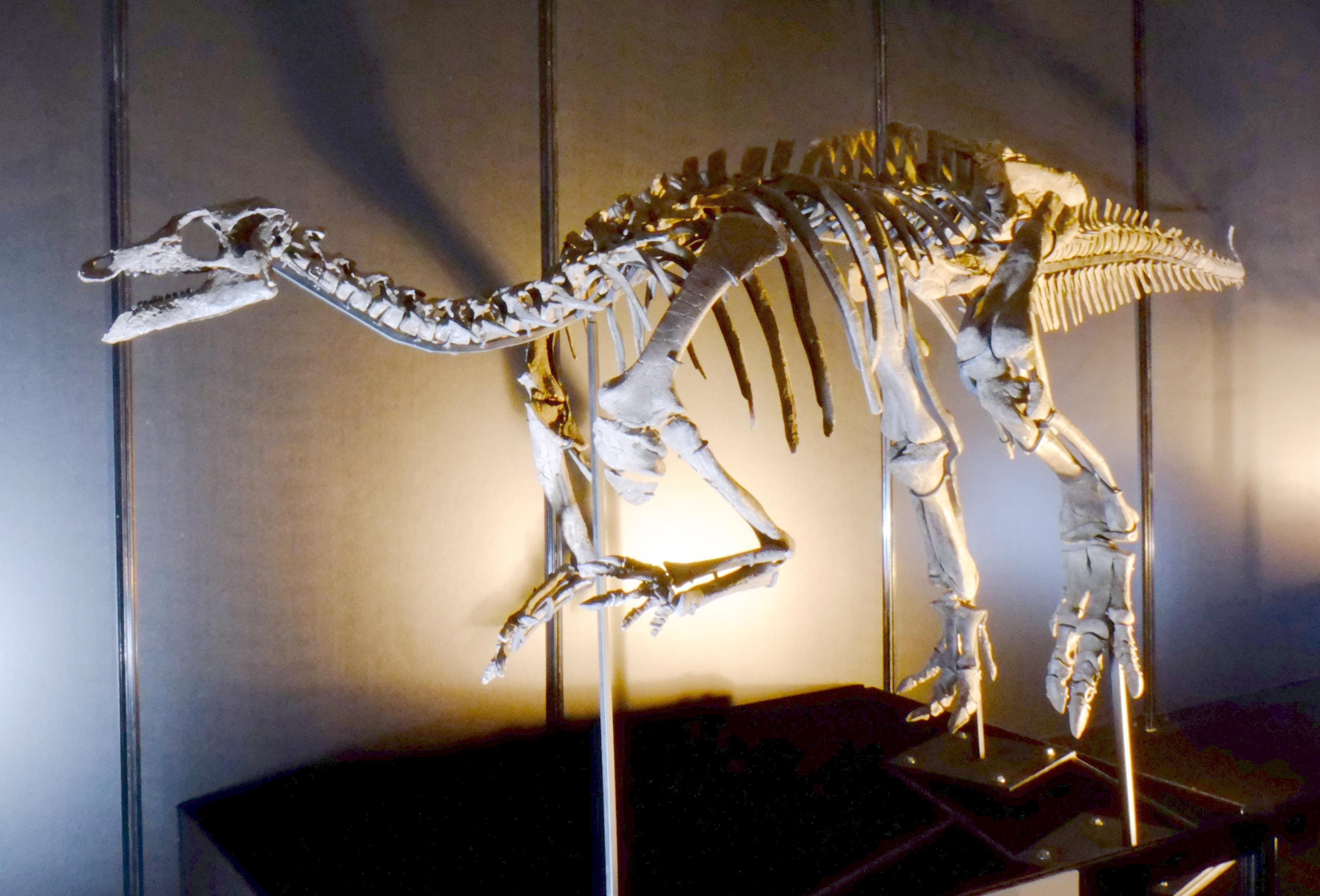
Esqueleto reconstruido de Camptosaurus dispar.

Luego, en 1980, Peter Galton y H.P. Powell en su redescripción de C. prestwichi, consideraron que C. nanus, C. medius y C. browni eran de diferentes etapas de crecimiento o eran de diferente sexo con respecto al mayor C. dispar, y por lo tanto sólo C. dispar es una especie válida. También consideraron que un cráneo, YPM 1887, que en 1886 fue referido a C. amplus por Marsh, más tarde confirmada por Gilmore, que pertenecía también a C. dispar. Gilmore había utilizado este cráneo para describir el cráneo de Camptosaurus, pero Brill y Carpenter han demostrado que este espécimen no pertenece a Camptosaurus. En 2007, fue situado en su propio género y especie, Theiophytalia kerri.

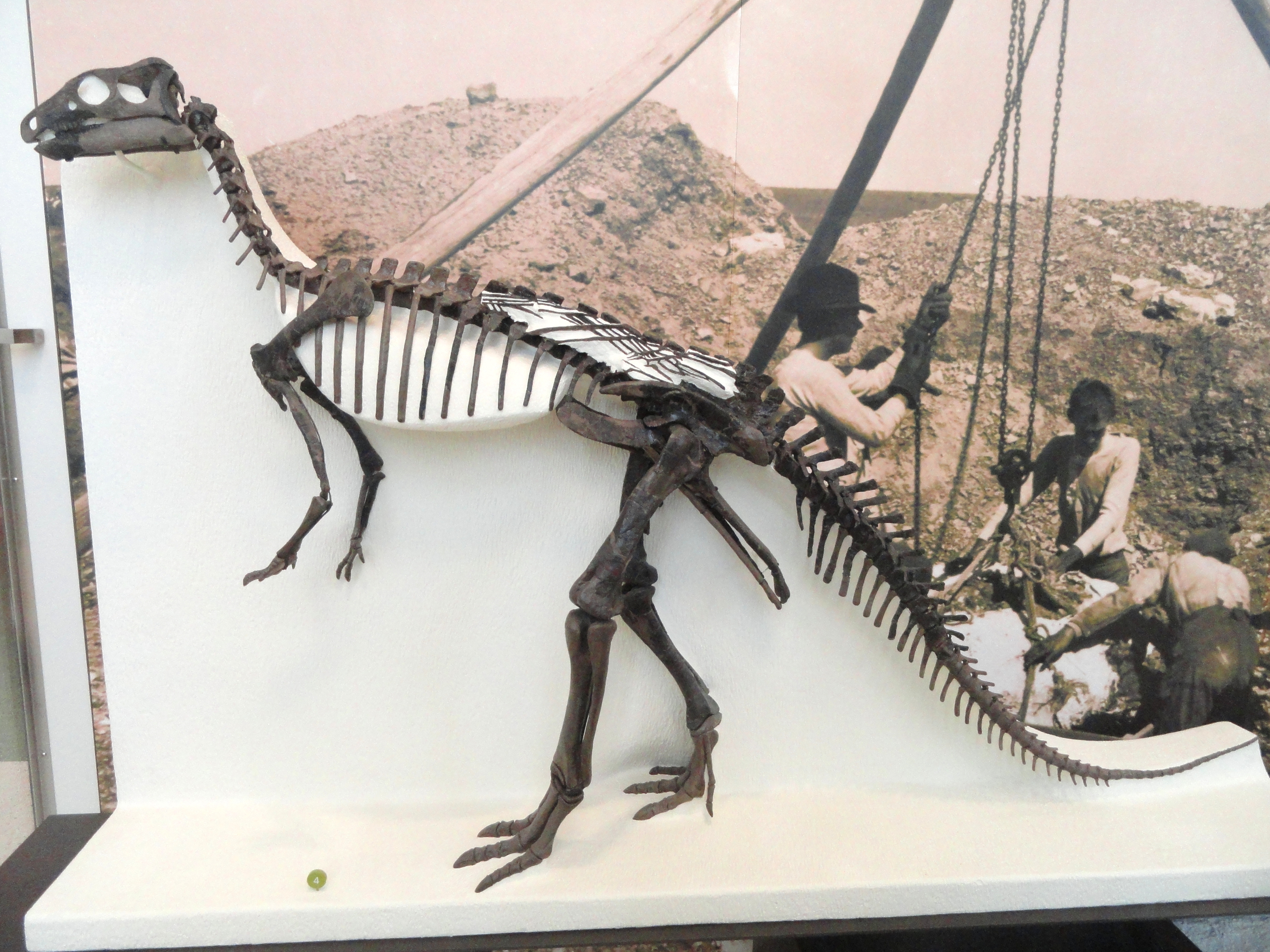
Esqueleto de C. nanus en el AMNH, ahora se cree que puede ser un sinónimo más moderno de C. dispar.

Camptosaurus depressus fue recuperado de la Formación Lakota cerca de la ciudad de Hot Springs, en Dakota del Sur. Fue descrito por Charles Gilmore en 1909 basado en el ejemplar holotipo y único conocido 'USNM 4753', un postcráneo fragmentario, por la "estrechez o naturaleza depresiva de los iliones". Carpenter y Wilson (2008) asignaron esta especie a Planicoxa, como P. depressa, sobre la base de similitudes entre su hueso ilíaco y el hueso ilíaco del holotipo de Planicoxa venenica. Sin embargo, McDonald y sus colaboradores (2010) y McDonald (2011) encontraron que el proceso postacetabular horizontal de C. depressus es más probable que un producto de la distorsión. Por lo tanto, McDonald lo situó en su propio género, Osmakasaurus. Otra especie, Camptosaurus aphanoecetes, fue nombrada por Carpenter y Wilson en 2008 para los especímenes del Monumento nacional Dinosaurio. Se diferencia de C. dispar en el maxilar inferior, vértebras más cortas del cuello, y un isquion más recto acabado en una pequeña "bota", entre otras características. Un análisis realizado por Andrew McDonald y colaboradores en 2010 sugirió que como Cumnoria, C. aphanoecetes está en realidad más estrechamente relacionado con los iguanodontes más avanzados (Styracosterna). Fue por tanto trasladado al nuevo género Uteodon.

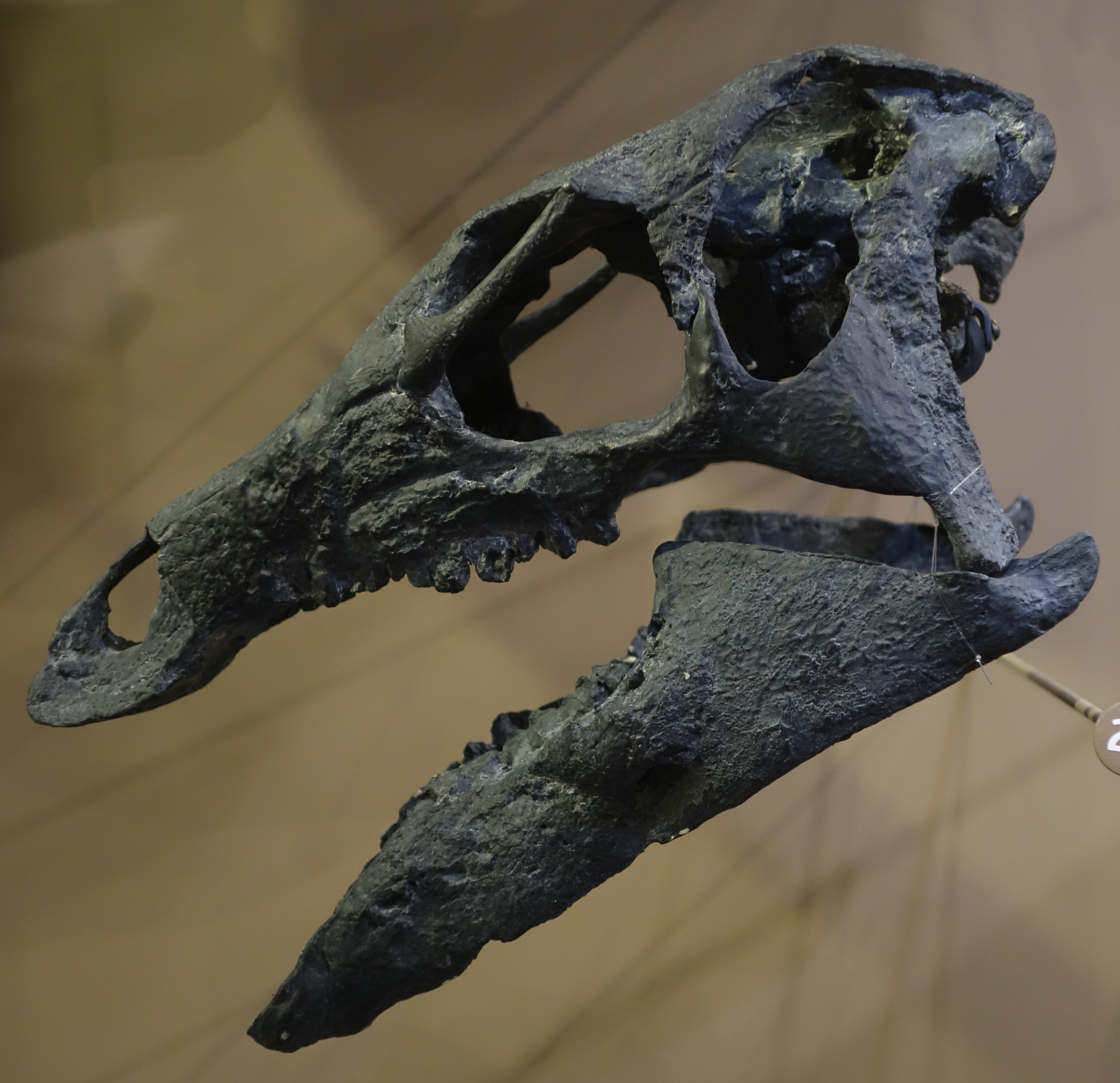
Cráneo reconstruido, descubierto en la Cantera Bone Cabin

Mientras Marsh estaba describiendo especies de Camptosaurus en América del Norte, numerosas especies de Europa también fueron referidos al género a finales del siglo XIX y principios del XX: C. inkeyi, C. hoggii, C. leedsi, C. prestwichi y C. valdensis. C. inkeyi (Nopcsa, 1900) consiste en un material fragmentario, un dentario y un articular de rocas del Cretácico Superior de la Cuenca Haţeg en Rumania. Es casi seguro que era un rabdodóntido y ya no se considera válido (nomen dubium). C. valdensis es un dudoso driosáurido, basado en el holotipo y único espécimen conocido 'NHMUK R167', un fémur izquierdo mal conservado que carece del extremo distal. Por tanto, es difícil de comparar con otros driosáuridos, incluyendo al contemporáneo Valdosaurus canaliculatus. C. leedsi es probablemente un driosáurido válido que ha sido trasladado al nuevo género Callovosaurus. C. hoggii fue originalmente llamado Iguanodon hoggii por Richard Owen en 1874 y fue trasladado a Camptosaurus por Norman y Barrett en 2002. Desde entonces ha sido transferido al género Owenodon.
La especie europea restante, Camptosaurus prestwichii fue recuperado de las canteras de ladrillo de Chawley, en Cumnor Hurst en Oxfordshire, Inglaterra. El fósil fue encontrado cuando un tranvía fue impulsado en la ladera de una colina. Fue descrito por Hulke en 1880 como Iguanodon prestwichii, y luego se situó en su propio género, Cumnoria por Seeley en 1888, pero pronto fue reasignado en Camptosaurus por Lydekker en 1889. Sin embargo, Naish y Martill (2008), McDonald y colaboradores (2010) y McDonald (2011) encontraron que la distinción genérica original hecha por Seeley era válida. Cumnoria se ha considerado como un estiracosterno, más relacionado con los iguanodontes avanzados que con Camptosaurus dispar.

## Clasificación
Marsh en 1885 asignó a Camptosaurus a una familia propia a la que llamó Camptosauridae. Alternativamente algunos autores lo consideraron un miembro temprano de Iguanodontidae. La filogenética moderna ha hecho Camptosaurus por definición parte del clado Ankylopollexia, de cuyo grupo sería entonces un miembro basal. Esto significaría que el género está estrechamente relacionado con el antepasado de los dinosaurios iguanodóntidos y hadrosáuridos posteriores y fue más derivado que contemporáneos como Dryosaurus, Drinker y Othnielosaurus.

### Filogenia
Marsh en 1885 asignó a Camptosaurus a una familia propia, Camptosauridae. También algunos autores consideran que es miembro de la familia Iguanodontidae pero esto es cuestión de debate. Camptosaurus se ha clasificado filogenéticamente al clado Ankylopollexia, grupo en el cual sería un miembro basal. Esto significaría que el género está estrechamente relacionado al ancestro común de los iguanodóntidos y los hadrosáuridos, y era más avanzado que otros ornitópodos contemporáneos como Dryosaurus, Drinker y Othnielosaurus.
En los análisis cladísticos de McDonald et al. en 2010 y 2011 , se colocó a Camptosaurus de la siguiente manera.
|  | Hippodraco    |
|  |               |
|  | Theiophytalia |
|  |               |

|  | Kukufeldia                                                    |
|  |                                                               |
|  | \| \| Barilium \| \| \| \| \| \| Hadrosauriformes \| \| \| \| |
|  |                                                               |
|  | Barilium                                                      |
|  |                                                               |
|  | Hadrosauriformes                                              |
|  |                                                               |

|  | Barilium         |
|  |                  |
|  | Hadrosauriformes |
|  |                  |

|  | Kukufeldia                                                    |
|  |                                                               |
|  | \| \| Barilium \| \| \| \| \| \| Hadrosauriformes \| \| \| \| |
|  |                                                               |
|  | Barilium                                                      |
|  |                                                               |
|  | Hadrosauriformes                                              |
|  |                                                               |

|  | Barilium         |
|  |                  |
|  | Hadrosauriformes |
|  |                  |

|  | Kukufeldia                                                    |
|  |                                                               |
|  | \| \| Barilium \| \| \| \| \| \| Hadrosauriformes \| \| \| \| |
|  |                                                               |
|  | Barilium                                                      |
|  |                                                               |
|  | Hadrosauriformes                                              |
|  |                                                               |

|  | Barilium         |
|  |                  |
|  | Hadrosauriformes |
|  |                  |

|  | Kukufeldia                                                    |
|  |                                                               |
|  | \| \| Barilium \| \| \| \| \| \| Hadrosauriformes \| \| \| \| |
|  |                                                               |
|  | Barilium                                                      |
|  |                                                               |
|  | Hadrosauriformes                                              |
|  |                                                               |

|  | Barilium         |
|  |                  |
|  | Hadrosauriformes |
|  |                  |

|  | Hippodraco    |
|  |               |
|  | Theiophytalia |
|  |               |

|  | Kukufeldia                                                    |
|  |                                                               |
|  | \| \| Barilium \| \| \| \| \| \| Hadrosauriformes \| \| \| \| |
|  |                                                               |
|  | Barilium                                                      |
|  |                                                               |
|  | Hadrosauriformes                                              |
|  |                                                               |

|  | Barilium         |
|  |                  |
|  | Hadrosauriformes |
|  |                  |

|  | Kukufeldia                                                    |
|  |                                                               |
|  | \| \| Barilium \| \| \| \| \| \| Hadrosauriformes \| \| \| \| |
|  |                                                               |
|  | Barilium                                                      |
|  |                                                               |
|  | Hadrosauriformes                                              |
|  |                                                               |

|  | Barilium         |
|  |                  |
|  | Hadrosauriformes |
|  |                  |

|  | Kukufeldia                                                    |
|  |                                                               |
|  | \| \| Barilium \| \| \| \| \| \| Hadrosauriformes \| \| \| \| |
|  |                                                               |
|  | Barilium                                                      |
|  |                                                               |
|  | Hadrosauriformes                                              |
|  |                                                               |

|  | Barilium         |
|  |                  |
|  | Hadrosauriformes |
|  |                  |

|  | Kukufeldia                                                    |
|  |                                                               |
|  | \| \| Barilium \| \| \| \| \| \| Hadrosauriformes \| \| \| \| |
|  |                                                               |
|  | Barilium                                                      |
|  |                                                               |
|  | Hadrosauriformes                                              |
|  |                                                               |

|  | Barilium         |
|  |                  |
|  | Hadrosauriformes |
|  |                  |

|  | Hippodraco    |
|  |               |
|  | Theiophytalia |
|  |               |

|  | Kukufeldia                                                    |
|  |                                                               |
|  | \| \| Barilium \| \| \| \| \| \| Hadrosauriformes \| \| \| \| |
|  |                                                               |
|  | Barilium                                                      |
|  |                                                               |
|  | Hadrosauriformes                                              |
|  |                                                               |

|  | Barilium         |
|  |                  |
|  | Hadrosauriformes |
|  |                  |

|  | Kukufeldia                                                    |
|  |                                                               |
|  | \| \| Barilium \| \| \| \| \| \| Hadrosauriformes \| \| \| \| |
|  |                                                               |
|  | Barilium                                                      |
|  |                                                               |
|  | Hadrosauriformes                                              |
|  |                                                               |

|  | Barilium         |
|  |                  |
|  | Hadrosauriformes |
|  |                  |

|  | Kukufeldia                                                    |
|  |                                                               |
|  | \| \| Barilium \| \| \| \| \| \| Hadrosauriformes \| \| \| \| |
|  |                                                               |
|  | Barilium                                                      |
|  |                                                               |
|  | Hadrosauriformes                                              |
|  |                                                               |

|  | Barilium         |
|  |                  |
|  | Hadrosauriformes |
|  |                  |

|  | Kukufeldia                                                    |
|  |                                                               |
|  | \| \| Barilium \| \| \| \| \| \| Hadrosauriformes \| \| \| \| |
|  |                                                               |
|  | Barilium                                                      |
|  |                                                               |
|  | Hadrosauriformes                                              |
|  |                                                               |

|  | Barilium         |
|  |                  |
|  | Hadrosauriformes |
|  |                  |

|  | Hippodraco    |
|  |               |
|  | Theiophytalia |
|  |               |

|  | Kukufeldia                                                    |
|  |                                                               |
|  | \| \| Barilium \| \| \| \| \| \| Hadrosauriformes \| \| \| \| |
|  |                                                               |
|  | Barilium                                                      |
|  |                                                               |
|  | Hadrosauriformes                                              |
|  |                                                               |

|  | Barilium         |
|  |                  |
|  | Hadrosauriformes |
|  |                  |

|  | Kukufeldia                                                    |
|  |                                                               |
|  | \| \| Barilium \| \| \| \| \| \| Hadrosauriformes \| \| \| \| |
|  |                                                               |
|  | Barilium                                                      |
|  |                                                               |
|  | Hadrosauriformes                                              |
|  |                                                               |

|  | Barilium         |
|  |                  |
|  | Hadrosauriformes |
|  |                  |

|  | Kukufeldia                                                    |
|  |                                                               |
|  | \| \| Barilium \| \| \| \| \| \| Hadrosauriformes \| \| \| \| |
|  |                                                               |
|  | Barilium                                                      |
|  |                                                               |
|  | Hadrosauriformes                                              |
|  |                                                               |

|  | Barilium         |
|  |                  |
|  | Hadrosauriformes |
|  |                  |

|  | Kukufeldia                                                    |
|  |                                                               |
|  | \| \| Barilium \| \| \| \| \| \| Hadrosauriformes \| \| \| \| |
|  |                                                               |
|  | Barilium                                                      |
|  |                                                               |
|  | Hadrosauriformes                                              |
|  |                                                               |

|  | Barilium         |
|  |                  |
|  | Hadrosauriformes |
|  |                  |

|  | Hippodraco    |
|  |               |
|  | Theiophytalia |
|  |               |

|  | Kukufeldia                                                    |
|  |                                                               |
|  | \| \| Barilium \| \| \| \| \| \| Hadrosauriformes \| \| \| \| |
|  |                                                               |
|  | Barilium                                                      |
|  |                                                               |
|  | Hadrosauriformes                                              |
|  |                                                               |

|  | Barilium         |
|  |                  |
|  | Hadrosauriformes |
|  |                  |

|  | Kukufeldia                                                    |
|  |                                                               |
|  | \| \| Barilium \| \| \| \| \| \| Hadrosauriformes \| \| \| \| |
|  |                                                               |
|  | Barilium                                                      |
|  |                                                               |
|  | Hadrosauriformes                                              |
|  |                                                               |

|  | Barilium         |
|  |                  |
|  | Hadrosauriformes |
|  |                  |

|  | Kukufeldia                                                    |
|  |                                                               |
|  | \| \| Barilium \| \| \| \| \| \| Hadrosauriformes \| \| \| \| |
|  |                                                               |
|  | Barilium                                                      |
|  |                                                               |
|  | Hadrosauriformes                                              |
|  |                                                               |

|  | Barilium         |
|  |                  |
|  | Hadrosauriformes |
|  |                  |

|  | Kukufeldia                                                    |
|  |                                                               |
|  | \| \| Barilium \| \| \| \| \| \| Hadrosauriformes \| \| \| \| |
|  |                                                               |
|  | Barilium                                                      |
|  |                                                               |
|  | Hadrosauriformes                                              |
|  |                                                               |

|  | Barilium         |
|  |                  |
|  | Hadrosauriformes |
|  |                  |

|  | Hippodraco    |
|  |               |
|  | Theiophytalia |
|  |               |

|  | Kukufeldia                                                    |
|  |                                                               |
|  | \| \| Barilium \| \| \| \| \| \| Hadrosauriformes \| \| \| \| |
|  |                                                               |
|  | Barilium                                                      |
|  |                                                               |
|  | Hadrosauriformes                                              |
|  |                                                               |

|  | Barilium         |
|  |                  |
|  | Hadrosauriformes |
|  |                  |

|  | Kukufeldia                                                    |
|  |                                                               |
|  | \| \| Barilium \| \| \| \| \| \| Hadrosauriformes \| \| \| \| |
|  |                                                               |
|  | Barilium                                                      |
|  |                                                               |
|  | Hadrosauriformes                                              |
|  |                                                               |

|  | Barilium         |
|  |                  |
|  | Hadrosauriformes |
|  |                  |

|  | Kukufeldia                                                    |
|  |                                                               |
|  | \| \| Barilium \| \| \| \| \| \| Hadrosauriformes \| \| \| \| |
|  |                                                               |
|  | Barilium                                                      |
|  |                                                               |
|  | Hadrosauriformes                                              |
|  |                                                               |

|  | Barilium         |
|  |                  |
|  | Hadrosauriformes |
|  |                  |

|  | Kukufeldia                                                    |
|  |                                                               |
|  | \| \| Barilium \| \| \| \| \| \| Hadrosauriformes \| \| \| \| |
|  |                                                               |
|  | Barilium                                                      |
|  |                                                               |
|  | Hadrosauriformes                                              |
|  |                                                               |

|  | Barilium         |
|  |                  |
|  | Hadrosauriformes |
|  |                  |

|  | Hippodraco    |
|  |               |
|  | Theiophytalia |
|  |               |

|  | Kukufeldia                                                    |
|  |                                                               |
|  | \| \| Barilium \| \| \| \| \| \| Hadrosauriformes \| \| \| \| |
|  |                                                               |
|  | Barilium                                                      |
|  |                                                               |
|  | Hadrosauriformes                                              |
|  |                                                               |

|  | Barilium         |
|  |                  |
|  | Hadrosauriformes |
|  |                  |

|  | Kukufeldia                                                    |
|  |                                                               |
|  | \| \| Barilium \| \| \| \| \| \| Hadrosauriformes \| \| \| \| |
|  |                                                               |
|  | Barilium                                                      |
|  |                                                               |
|  | Hadrosauriformes                                              |
|  |                                                               |

|  | Barilium         |
|  |                  |
|  | Hadrosauriformes |
|  |                  |

|  | Kukufeldia                                                    |
|  |                                                               |
|  | \| \| Barilium \| \| \| \| \| \| Hadrosauriformes \| \| \| \| |
|  |                                                               |
|  | Barilium                                                      |
|  |                                                               |
|  | Hadrosauriformes                                              |
|  |                                                               |

|  | Barilium         |
|  |                  |
|  | Hadrosauriformes |
|  |                  |

|  | Kukufeldia                                                    |
|  |                                                               |
|  | \| \| Barilium \| \| \| \| \| \| Hadrosauriformes \| \| \| \| |
|  |                                                               |
|  | Barilium                                                      |
|  |                                                               |
|  | Hadrosauriformes                                              |
|  |                                                               |

|  | Barilium         |
|  |                  |
|  | Hadrosauriformes |
|  |                  |

|  | Hippodraco    |
|  |               |
|  | Theiophytalia |
|  |               |

|  | Kukufeldia                                                    |
|  |                                                               |
|  | \| \| Barilium \| \| \| \| \| \| Hadrosauriformes \| \| \| \| |
|  |                                                               |
|  | Barilium                                                      |
|  |                                                               |
|  | Hadrosauriformes                                              |
|  |                                                               |

|  | Barilium         |
|  |                  |
|  | Hadrosauriformes |
|  |                  |

|  | Kukufeldia                                                    |
|  |                                                               |
|  | \| \| Barilium \| \| \| \| \| \| Hadrosauriformes \| \| \| \| |
|  |                                                               |
|  | Barilium                                                      |
|  |                                                               |
|  | Hadrosauriformes                                              |
|  |                                                               |

|  | Barilium         |
|  |                  |
|  | Hadrosauriformes |
|  |                  |

|  | Kukufeldia                                                    |
|  |                                                               |
|  | \| \| Barilium \| \| \| \| \| \| Hadrosauriformes \| \| \| \| |
|  |                                                               |
|  | Barilium                                                      |
|  |                                                               |
|  | Hadrosauriformes                                              |
|  |                                                               |

|  | Barilium         |
|  |                  |
|  | Hadrosauriformes |
|  |                  |

|  | Kukufeldia                                                    |
|  |                                                               |
|  | \| \| Barilium \| \| \| \| \| \| Hadrosauriformes \| \| \| \| |
|  |                                                               |
|  | Barilium                                                      |
|  |                                                               |
|  | Hadrosauriformes                                              |
|  |                                                               |

|  | Barilium         |
|  |                  |
|  | Hadrosauriformes |
|  |                  |

## Paleobiología
Con base en estudios de otros iguanodontes, los científicos creen que puede haber sido capaz de lograr velocidades de 25 km/h. Un pequeño embrión fosilizado de aproximadamente 23 centímetros, referido a Camptosaurus, fue recuperado de los estratos de la Formación Morrison en el Monumento nacional Dinosaurio en Utah.

## Paleoecología

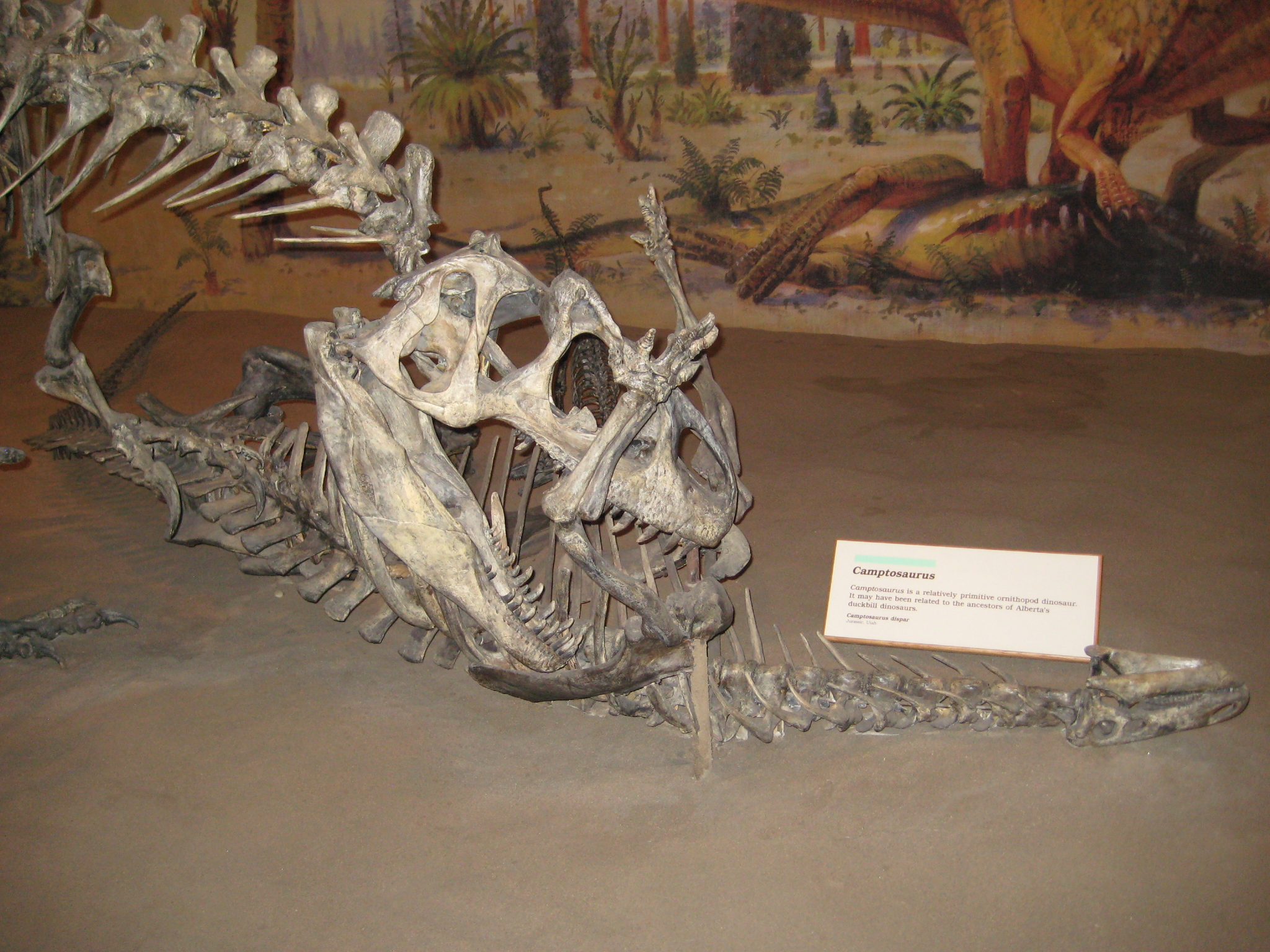
Montaje de un Allosaurus devorando a un Camptosaurus, aunque no se sabe si coexistieron juntos.

Camptosaurus convivió con algunos dinosaurios terópodos como Allosaurus, Ceratosaurus, Ornitholestes y Torvosaurus, los saurópodos Apatosaurus, Brachiosaurus, Camarasaurus, y Diplodocus, y los ornitisquios Dryosaurus, y Stegosaurus los cuales han sido recolectados de la Formación Morrison. Tres especies son de América Norte de la Formación Morrison en los Estados Unidos, recolectados en los estados de Colorado, Oklahoma, Utah y Wyoming); la especie C. pretswichii, que se encontrado en lugares cerca de Oxford y en Portugal, es considerado como la única prueba indudable del género Camptosaurus fuera de América del Norte, y apoya la teoría de un puente de tierra entre este continente y Europa durante el Jurásico Superior.
Camptosaurus fue seguramente presa de los dinosaurios terópodos. Es posible que haya sido un blanco de grandes terópodos como Allosaurus, Ceratosaurus y Torvosaurus. Sin embargo, en las capas profundas de la Formación Morrison no se encontró ningún material perteneciente a Allosaurus. Puede ser que Allosaurus no había aparecido aún. El único terópodo de la cantera en la última capa del estrato es el relativamente pequeño Coelurus, que no constituía ninguna amenaza a un Camptosaurus adulto.

## Literatura
- Benton MJ, Spencer PS, Fossil Reptiles of Great Britain, Chapman & Hall, 1995. ISBN 0-412-62040-5.